# Neopneustes micrasteroides
Neopneustes micrasteroides is een zee-egel uit de familie Brissidae.
De wetenschappelijke naam van de soort werd in 1878 gepubliceerd door Alexander Agassiz.